# Ribeteador
Se llama ribeteador a la persona que tiene por ocupación ribetear el calzado. 
Tras el montaje del zapato, para poder usarlo es indispensable que el ribeteador lo manipule con objeto de darle un completo acabado. Para los zapatos ligeros, es preciso unir la pala al talón; en caso contrario, este trabajo debe encontrarse hecho por medio de la costura de unir la cual se realiza antes de comenzar. Para el calzado de tela, el ribeteador corta todo lo que hay de superfluo a lo largo de una y otra pieza, no dejando más que aquello que pueda parecer justo para poder hilvanar antes del ribete. Después lo cubre todo con una cinta más o menos ancha y del mismo color fijándola de ambos lados con un cosido sólido. En todo el borde de los talones debe poner un cordoncillo bastante fuerte cuyos extremos, bastante largos para traspasar un poco, sirven para hacer un nudo con objeto de apretar sobre el empeine. Después cubre este cordoncillo con la cinta del ribete, cosiéndolo todo junto con puntadas muy próximas y apretadas tanto en el interior como en el exterior, comenzando en un extremo para terminar en el otro. 
Un ribeteador, en su trabajo puede indiferentemente recurrir a puntadas más o menos separadas para comenzar fuera y concluir dentro, o atravesando coger los dos bordes con una sola puntada. Pero cualquiera que sea el método que adopte, necesita poner atención en no estrechar la abertura del zapato aun a costa de embeber un poco por toda su longitud para impedir que se entreabran.

## Otros trabajos
Tales son las principales operaciones manuales que realizan un ribeteador para poner los zapatos en estado de usarse. Todo lo demás no son más que la colocación de pequeños objetos de moda o adorno que exige el comercio. Existen gran variedad de modos de ribetear las palas, los talones y principalmente los empeines, bien sea con cintas unidas o borbotadas o de cualquier otro tipo. Además, los zapatos pueden llevar orejas, lazos, cordones, franjas o adornos de hebilla, terminados con bellotas, guarnecidos o no con pieles para abrigar los pies, sujetos o no con trenzas y cordones de todas clases.